# Synaphosus
Synaphosus Platnick & Shadab, 1980 è un genere di ragni appartenente alla famiglia Gnaphosidae.

## Distribuzione
Le 25 specie note di questo genere sono state reperite in Africa, Asia, Europa e America settentrionale: la specie dall'areale più vasto è la S. syntheticus, rinvenuta nella zona che va dalla Libia all'Arabia Saudita, negli USA e in Messico.

## Tassonomia
Le caratteristiche di questo genere sono state delineate dallo studio effettuato dagli aracnologi Platnick & Shadab (1980a) sugli esemplari tipo di Zelotes syntheticus (Chamberlin, 1924).
Il genere è con tutta probabilità polifiletico e la specie tipo è stata verosimilmente introdotta negli USA dall'Africa settentrionale.
Non sono stati esaminati esemplari di questo genere dal 2015.
Attualmente, a gennaio 2016, si compone di 25 specie:
1. Synaphosus cangshanus Yang, Yang & Zhang, 2013 — Cina
2. Synaphosus daweiensis Yin, Bao & Peng, 2002 — Cina
3. Synaphosus evertsi Ovtsharenko, Levy & Platnick, 1994 — Costa d'Avorio
4. Synaphosus femininis Deeleman-Reinhold, 2001 — Giava
5. Synaphosus gracillimus (O. P.-Cambridge, 1872) — Egitto, Israele
6. Synaphosus intricatus (Denis, 1947) — Algeria, Egitto
7. Synaphosus kakamega Ovtsharenko, Levy & Platnick, 1994 — Kenya
8. Synaphosus karakumensis Ovtsharenko, Levy & Platnick, 1994 — Turkmenistan
9. Synaphosus khashm Ovtsharenko, Levy & Platnick, 1994 — Arabia Saudita
10. Synaphosus kris Deeleman-Reinhold, 2001 — Bali
11. Synaphosus makhambetensis Ponomarev, 2008 — Kazakistan
12. Synaphosus minimus (Caporiacco, 1936) — Libia, Egitto
13. Synaphosus nanus (O. P.-Cambridge, 1872) — Israele
14. Synaphosus neali Ovtsharenko, Levy & Platnick, 1994 — Iran, Pakistan
15. Synaphosus palearcticus Ovtsharenko, Levy & Platnick, 1994 — Creta, dalla Turchia all'Asia centrale
16. Synaphosus paludis (Chamberlin & Gertsch, 1940) — USA
17. Synaphosus raveni Deeleman-Reinhold, 2001 — Thailandia
18. Synaphosus sauvage Ovtsharenko, Levy & Platnick, 1994 — Spagna, Francia, Svizzera, Italia
19. Synaphosus shirin Ovtsharenko, Levy & Platnick, 1994 — Iran
20. Synaphosus soyunovi Ovtsharenko, Levy & Platnick, 1994 — Turkmenistan
21. Synaphosus syntheticus (Chamberlin, 1924)[2] — USA, Messico, dalla Libia all'Arabia Saudita
22. Synaphosus taukum Ovtsharenko, Levy & Platnick, 1994 — Kazakistan
23. Synaphosus trichopus (Roewer, 1928) — Grecia, Creta
24. Synaphosus turanicus Ovtsharenko, Levy & Platnick, 1994 — Asia centrale
25. Synaphosus yatenga Ovtsharenko, Levy & Platnick, 1994 — Burkina Faso